# Charles Santos
Charles dos Santos  (Cabo Frio, 7 de setembro de 1974) é um político brasileiro.  
Charles Santos é mineiro de coração. Natural de Cabo Frio (RJ), domiciliado em Juiz de Fora, Zona da Mata mineira, apaixonou-se por Minas Gerais desde a sua chegada com sua família, em 2008. Começou a trabalhar aos 15 anos e aos 20 casou-se com Rosimari Santos.
Nas eleições de 2018, foi candidato a deputado pelo PRB e foi eleito com 67.913 votos. Charles Santos foi reeleito a deputado estadual pelo Republicanos com mais de 61.000 votos nas eleições de 2022 para a 20ª Legislatura na Assembleia Legislativa de Minas Gerais (ALMG). Na ALMG é titular na Comissão de Constituição e Justiça (CCJ) e na Comissão de Transporte, Comunicação e Obras Públicas (CTOP). 
Defensor dos valores cristãos, tem sua atuação no parlamento mineiro pautada na defesa da família, no ensino de qualidade livre de ideologias partidárias, na valorização do turismo, na saúde e na segurança pública.
Charles Santos, além de comunicador e palestrante motivacional, é Teólogo, pós-graduado em Ciências Políticas e pós-graduado em Gestão Pública e Compliance, graduando, atualmente, em Direito, pela Faculdade Milton Campos. 
Em sua trajetória profissional, exerceu funções de destaque, como Gerente de Conteúdo do Portal ArcaCenter e Diretor Comercial da Editora Unipro, ambas do mesmo grupo empresarial.
Em 2008, foi convidado a participar da Diretoria do Jornal Hoje em Dia, sediado em Minas Gerais; empresa que naquele momento, integrava o Grupo Record de Televisão. Nesse período, atuou como Diretor de Mercado Leitor, impulsionando a circulação do tabloide para diversos municípios mineiros e outros Estados, como Rio de Janeiro, São Paulo e Brasília.
O seu empenho em favor dos mineiros, também pode ser visto na autoria dos mais de 150 Projetos de Lei e nas mais de 30 leis que compõem o ordenamento jurídico no Estado, a exemplo da Lei 23.643/2020 em defesa da mulher, do idoso, da criança e do adolescente, que obriga síndicos e administradores de condomínios a informarem aos Órgãos de Segurança Pública sobre episódios ou indícios de violência doméstica em suas dependências comuns e privativas.
É de sua autoria também a iniciativa da criação da Frente Parlamentar de Valorização da Vida e da Família, abordando de uma forma esclarecedora as causas e consequências que induzem ao adoecimento mental, buscando soluções e encaminhamentos de políticas públicas que tragam benefícios salutares aos cidadãos mineiros.

Tem destinado recursos relevantes para o apoio aos municípios em todas as regiões do Estado, no fortalecimento a saúde, bem como na aquisição de veículos e equipamentos para as Forças de Segurança Pública e nas reformas e construções das estruturas da educação básica, fundamental e ensino médio.